# Interozeptoren
Interozeptoren oder Interorezeptoren sind eine Klasse von Rezeptoren. Sie liefern über das periphere Nervensystem Sinnesinformationen über den Status des internen Körpermilieus.

## Klassifizierung
Zur Klassifizierung von Rezeptoren sind, je nach Fragestellung, parallel zueinander mehrere Schemata in Gebrauch. So werden sie z. B. häufig nach der Reizklasse, in Mechanorezeptoren, Chemorezeptoren, Thermorezeptoren usw. eingeteilt. Allerdings finden sich im Körperinnern zum Teil die gleichen Rezeptoren wie an der Oberfläche. Ein anderes und davon unabhängiges System, das Charles Scott Sherrington im Jahr 1906 erstmals aufgestellt hat, teilt sie nach dem Reizursprung ein. Diesem System gemäß gibt es drei Klassen von Rezeptoren
- Exterozeptoren. Sie liefern Informationen über die Außenwelt und sind deshalb meist in der Peripherie lokalisiert. Beispiele wären visuelle Rezeptoren (Lichtrezeptoren) als Teil des visuellen Systems im Auge, chemische Rezeptoren in den Geschmacksknospen als Bestandteil des Geschmackssinns oder Mechanorezeptoren in den Fingerspitzen als Bestandteil des Tastsinns. (Exterozeption)
- Propriozeptoren. Diese liefern Informationen über Muskeltonus und Stellung und Bewegung (Kinästhesie) von Extremitäten. (Propriozeption)
- Interozeptoren. Sie liefern Informationen über Status und Milieu der inneren Organe (Viszerozeption)

Während die Propriozeptoren Bestandteil des somatisches Nervensystems sind, gehören die Interozeptoren zum (afferenten) vegetativen Nervensystem.

## Beispiele
Einige Typen von Interozeptoren sind:
- Barorezeptoren (oder Pressozeptoren) in Blutgefäßwänden zur Messung des Blutdrucks
- ph-Rezeptoren, Sauerstoffrezeptoren und Kohlendioxid-Rezeptoren in den Gefäßwänden zur Bestimmung des Zustands des Blutes.
- Osmorezeptoren zur Regelung des Flüssigkeitsbedarfs
- Metaborezeptoren der Muskeln zur Bestimmung des Metabolismus (insbesondere des pH-Werts) der Skelettmuskulatur
- Glucoserezeptoren in der Bauchspeicheldrüse zur Regulierung des Insulinspiegels

## Eigenschaften
Da Interozeptoren nach Aufbau oder Reizklasse (Stimulus) extrem verschiedenartig aufgebaut sind, lassen sich kaum ihnen gemeinsame Eigenschaften angeben. Wie alle bisher untersuchten Rezeptoren lässt ihre Reaktion bei unveränderter Reizintensität, oft bis auf Null, nach (Adaptation an Reize). Dies gilt auch für Rezeptoren, die langsam ändernde, fast statische Reize detektieren, z. B. Blutdruckrezeptoren. Die Reaktionsgeschwindigkeit von Interozeptoren ist häufig niedrig, oft sind sie durch nackte (nicht mylinisierte) Nervenfasern innerviert.